# Nisubanebdjed
Nisubanebdjed (... – 990 a.C.) è stato un Primo Profeta di Amon durante la XXI dinastia egizia.

## Biografia
Noto anche col nome grecizzato di Smendes II (distinguendolo da Smendes I, faraone della XXI dinastia), Nisubanebdjed era figlio del predecessore Menkheperra e fu Primo Profeta durante il regno di Amenemope. Il suo pontificato durò appena due anni e le testimonianze della sua esistenza consistono principalmente in iscrizioni sul decimo pilone del tempio di Karnak ed in una tavola di pietra rinvenuta di fronte al pilone stesso.
| F20 · n | E11 | R11 | R11 | A52 |